# 松尾久美子
松尾 久美子（まつお くみこ、本名同じ、1967年10月6日 - ）は、東京都・東村山市生まれ、日野市育ちの元歌手、女優。血液型：AB型。当時の所属事務所：田中プロモーション。堀越高等学校卒業。

## 来歴
- 1982年に日本テレビの人気番組「スター誕生!」第41回決戦大会合格[1]。
- 1983年3月21日にフォーライフよりシングル『メモワール』で歌手デビュー。キャッチフレーズは「微妙です。とっても。」
- アイドル歌手廃業後、女優へ転向し、モデルへと転向していった。
- スター誕生の最終回にも出ていた。

## 人物
- 身長が166cmあり（1983年当時）、美脚であった[1]。
- 「スター誕生!」の決戦大会で歌った曲は『なごり雪』[2]。このように本人は元々、イルカや甲斐バンドなど、ニューミュージックが好きだった[2]。
- 好きなスポーツとしてアイドル歌手時代当時公言していたのは、卓球、バレーボール[2]。

## ディスコグラフィ

### シングル
- 全てフォーライフからリリース。

| # | 発売日         | A/B面 | タイトル       | 作詞     | 作曲     | 編曲     | 規格品番 |
| - | -------------- | ----- | -------------- | -------- | -------- | -------- | -------- |
| 1 | 1983年 3月21日 | A面   | メモワール     | 松本隆   | 吉田拓郎 | 瀬尾一三 | 7K-89    |
| 1 | 1983年 3月21日 | B面   | マイナスLOVE   | 松本隆   | 吉田拓郎 | 瀬尾一三 | 7K-89    |
| 2 | 1983年 6月21日 | A面   | やせっぽち     | 瓜生秀人 | 佐藤健   | 瀬尾一三 | 7K-106   |
| 2 | 1983年 6月21日 | B面   | 夏ゆらり       | 瓜生秀人 | 佐藤健   | 瀬尾一三 | 7K-106   |
| 3 | 1983年 9月21日 | A面   | かすみ草       | 実川俊晴 | 実川俊晴 | 瀬尾一三 | 7K-119   |
| 3 | 1983年 9月21日 | B面   | 思春期エナジー | 天野滋   | 天野滋   | 瀬尾一三 | 7K-119   |
| 4 | 1984年 1月21日 | A面   | 東京メルヘン   | 松本隆   | 吉田拓郎 | 瀬尾一三 | 7K-134   |
| 4 | 1984年 1月21日 | B面   | Just Friends   | 岩里祐穂 | 瀬尾一三 | 瀬尾一三 | 7K-134   |

### アルバム

#### オムニバス・アルバム
- アイドル・ファイル保存版［女性編］（1990年3月21日／FLCF-29066）
  - 「メモワール」収録。
- 『スター誕生!』アイドル・メモリアル 幻のデビュー曲コレクションVol.II（1994年10月1日／VPCB-84407）
  - 「メモワール」収録。

## 主な出演作品

### テレビドラマ
- 転校少女Y （1984年、TBS）- 木下良枝 役
- 月曜ドラマランド 「少年隊 ショー・アップ・ハイスクール」 （1985年、フジテレビ）
- 特捜最前線 第427話「複数誘拐・子供たちは何処へ!」 （1985年、テレビ朝日）
- ヤヌスの鏡 （1985年12月 - 1986年4月、フジテレビ）- 山口珠代 役

### バラエティー
- ドリフ大爆笑『バカ殿様コント』　腰元

### 映画
- テラ戦士ΨBOY （1985年、東映） 主人公・MOMOKO（菊池桃子）の同級生役

### CM
- カルピス 「カルピスソーダ」 （1983年）